# Ардито Барлетта, Николас
Николас Ардито Барлетта Вальярино (исп. Nicolás Ardito Barletta Vallarino; род. 21 августа 1938 года, г. Агадульсе, Панама) — панамский государственный деятель, президент Панамы в 1984—1985 годах.

## Биография
После получения начального и среднего образования в Панаме поступил в Университет штата Северная Каролина (США), где в 1959 году получил степень бакалавра в области сельскохозяйственного машиностроения, а затем степень магистра экономики сельского хозяйства. В 1971 году получил степень доктора экономических наук в Чикагском университете (тема докторской диссертации — «Затраты и социальные выгоды сельскохозяйственных исследований в Мексике»).
В 1970—1973 годах занимал должность директора Департамента по экономическим вопросам Организации американских государств (ОАГ) и Альянса за прогресс (структура экономического сотрудничества между США и странами Латинской Америки).
В 1968—1970 и 1973—1978 годах занимал пост министра планирования и экономической политики Панамы. В 1973—1978 также председатель Национальной банковской комиссии.
В 1978—1984 годах вице-президент Всемирного банка по Латинской Америке и Карибскому бассейну, Был инициатором и основателем Латиноамериканского банка развития.
Участвовал в переговорах по экономическим аспектам договора о передаче Панамского канала под панамскую юрисдикцию.
В качестве кандидата на пост президента от Революционно-демократической партии выступил на первых за 16 лет всеобщих выборах 6 мая 1984 года. Одержал небесспорную победу (подсчёт голосов прерывался) над кандидатом правой оппозиции Арнульфо Ариасом с перевесом в 1713 голосов (0,27 %) и 11 октября вступил в должность.
Безуспешно пытался сделать Трудовой кодекс более гибким, сократить импортные квоты и тарифы и провести реформы в сельскохозяйственном секторе. В 1984—1985 годы правительство Панамы получило рекомендации Международного валютного фонда по проведению экономических реформ, в поддержку которых выступили США. Выполнение мер жёсткой экономии, включая введение 7-процентного налога на все услуги и сокращение бюджетов министерств и автономных правительственных учреждений, включая силы обороны, что привело к ухудшению условий жизни населения и вызвало массовые протесты и забастовки рабочих, студенческих и профессиональных организаций и рост антиамериканских настроений.
В 1985 году правительство начало проводить самостоятельную внешнюю и внутреннюю политику, которая не совпадала с внешнеполитическим курсом правительства США. Осуществляя эту политику расширения внешнеполитических связей, правительство Панамы начало укреплять отношения со странами Центральной и Южной Америки (в том числе, с Никарагуа):
- в 1984 году по требованию правительства Панамы США закрыли «Школу Америк» — военно-учебное заведение в зоне Панамского канала, в котором готовили военные и полицейские кадры для стран Центральной и Латинской Америки;
- после того, как 1 мая 1985 года[2] США установили экономическую блокаду Никарагуа, часть товаров американского производства (в частности, запасные части для машин и механизмов) начали поступать в Никарагуа через Панаму[3].

В период правления Н. Ардито Барлетты обострились отношения между руководством страны и командующим Национальной гвардией, фактическим правителем страны М. Норьегой. В сентябре 1985 года произошло убийство видного деятеля левых У. Спадафоры, резко критиковавшего М. Норьегу и попытавшегося вернуться из Коста-Рики в страну, чтобы заняться политической деятельностью. Президент попытался заняться расследованием обстоятельств убийства, заявив о создании специальной комиссии, что вызвало резкое противодействие со стороны М. Норьеги и привело 27 сентября 1985 года к отставке президента и передаче его полномочий вице-президенту А. Дельвалье.
После президентства на короткий срок покинул страну. По возвращении в 1986—1995 годах был научным сотрудником, президентом и генеральным директором Международного исследовательского центра экономического развития и в 1995—1999 годах генеральным директором Управления Межокеанского региона (организация, занимавшаяся в 1994—1999 годах управлением и использованием для освоения возвращенных районов бывшей зоны Панамского канала). В 2007—2014 годах член Управления по банковскому надзору Панамы.
В 2017 году был экспертом занимающегося проблемами западного полушария аналитического центра Inter-American Dialogue в США, президентом компании Asesores Estrategicos и генеральным директором Национального Центра конкурентоспособности.
Автор работ по экономике и политэкономии. Почётный доктор наук Гвадалахарского университета.